# Ska Keller
Ska Keller of Franziska Maria Keller (Wilhelm-Pieck-Stadt Guben, 22 november 1981) is een Duits politicus en vanaf 2009 lid van het Europees Parlement voor de Bündnis 90/Die Grünen. Ze houdt zich bezig met handel, immigratie en jongeren.
Zowel in 2014 als in 2019 was ze 'spitzenkandidaat' voor de Europese Groene Partij bij de Europese Parlementsverkiezingen. De eerste maal samen met José Bové, de tweede maal met Bas Eickhout. Sinds december 2014 is ze samen met Philippe Lamberts fractievoorzitter van De Groenen/Vrije Europese Alliantie.

## Privéleven
Keller groeide op in haar geboortestad Guben, dat in de deelstaat Brandenburg ligt, aan de Poolse grens. Ze studeerde islamologie, turkologie en judaïstiek aan de Vrije Universiteit van Berlijn en de Sabanci Üniversitesi Istanbul. Ze is getrouwd met Markus Drake, een activist uit Finland, en spreekt zes talen.

## Carrière

### Lokale en nationale politiek
Tussen 2001 en 2009 was Keller actief in de politiek van Brandenburg. Ze zat in het bestuur van de Grüne Jugend, was woordvoerder vrouwenzaken voor de afdeling Brandenburg van Die Grünen en tussen 2007 en 2009 voorzitter van de afdeling.

### Federation of Young European Greens
Tussen 2004 en 2005 wierf ze fondsen voor de Federation of Young European Greens en tussen 2005 en 2007 was ze voorzitter van de organisatie.

## Europees Parlement

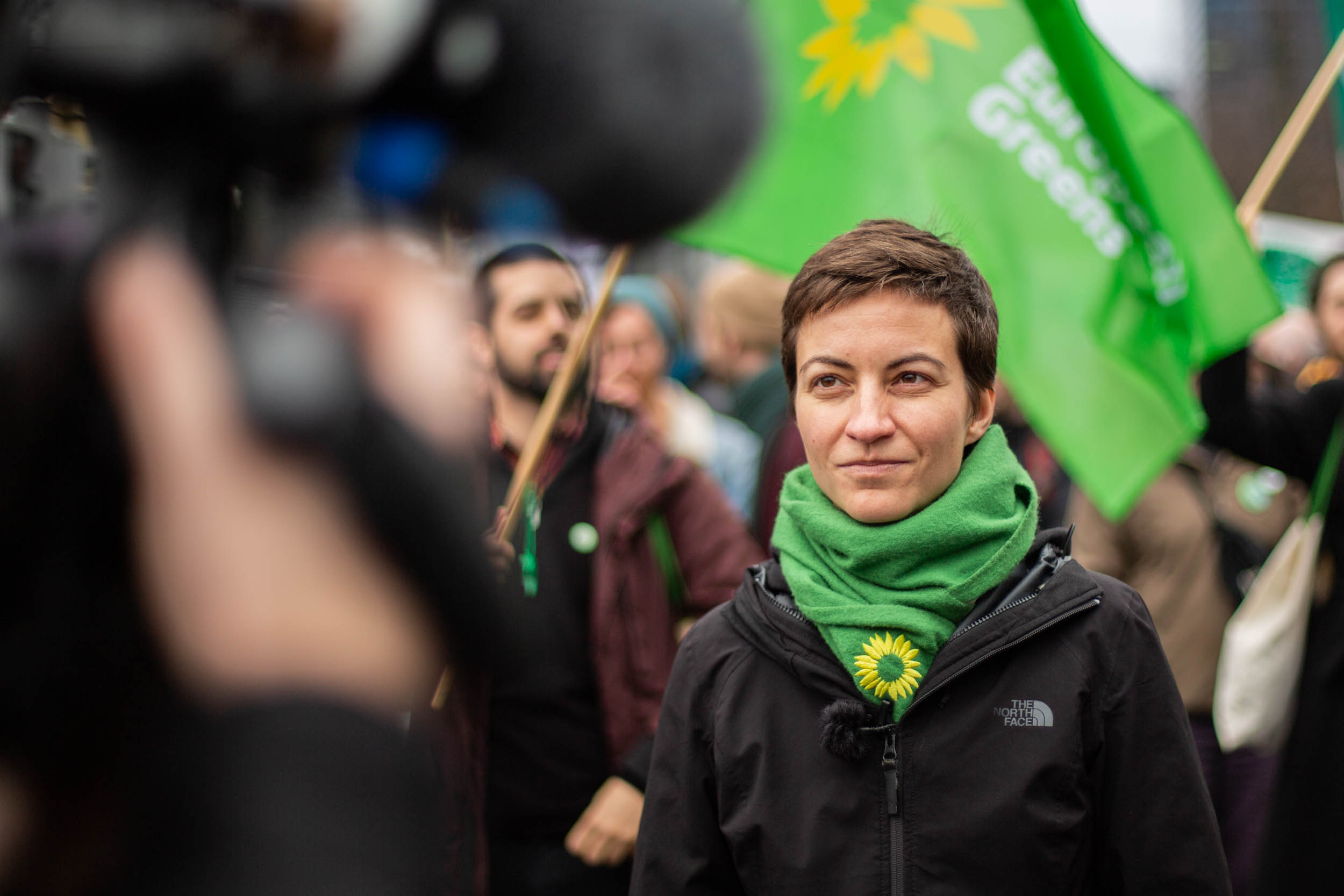
Ska Keller op de klimaatmars 'Claim the Climate' in Brussel (december 2018)

Sinds 2012 zit Keller in de commissie internationale handel (INTA). Haar doel binnen deze commissie is ervoor te zorgen dat de ongelijkheid tussen noord en zuid in Europa niet groter wordt. Ze is lid van de EU-Turkije-delegatie en vervanger in de EU-Mexico-delegatie. Ook treedt ze op als vervanger in de Commissie burgerlijke vrijheden, justitie en binnenlandse zaken.
Keller stelde zich in 2014 kandidaat om een van de boegbeelden te worden van de Europese Groene Partij bij de Europese Parlementsverkiezingen. Ze won deze strijd met 11.791 stemmen samen met José Bové, die 11.726 stemmen behaalde. Hun tegenkandidaten waren de Italiaanse Monica Frassoni en de Duitse Rebecca Harms. In 2019 was ze opnieuw 'spitzenkadidaat' van de EGP, ditmaal aan de zijde Bas Eickhout. De enige tegenkandidaat was de Belgische Petra De Sutter.
Sinds december 2014 is ze medefractievoorzitter van De Groenen/Vrije Europese Alliantie. Ze verving Rebecca Harms, die de functie tevens in samenwerking met Philippe Lamberts uitvoerde.
- Gemeinsame Normdatei: 1044447184
- Virtual International Authority File: 305407499
- WorldCat: E39PBJmhRTbffdcDfK8KY9b68C